# Simon Stevin
Simon Stevin (Brugge, 1548. – Leiden ili Hag, veljača 1620.), nizozemski matematičar i fizičar. Predavao na Sveučilištu u Leidenu. Među prvima se služio pokusima u fizikalnim istraživanjima. Prvi je izveo zakon o ravnoteži sila i postavio poučak o paralelogramu sila. Objasnio hidrostatički paradoks i protumačio ravnotežu tekućina u spojenim posudama te time proširio spoznaje Galilea Galileija. U svojem djelu Desetka (niz. De Thiende, 1585.) uveo je decimalni sustav, a u djelu Matematička razmatranja (lat. Hypomnemata Mathematica, 1605. – 1608.) zasnovao teoriju decimalnih razlomaka i uveo negativne korijene algebarskih jednadžbi. Radio je u vojnoj inženjeriji te se bavio i problemima balistike i građevinske utvrde. Bavio se i glazbom te napisao djelo O umijeću pjevanja (niz. De Spiegheling der Singconst, objavljeno 1884.).

## Hidrostatički paradoks
Hidrostatički paradoks je činjenica da hidrostatički tlak kojim tekućina pritišće na dno posude ne ovisi o volumenu tekućine i obliku posude, nego samo o gustoći tekućine i visini stupca tekućine u posudi (matematički dokazao Blaise Pascal, 1653.). Sila kojom tekućina djeluje na dno posude jednaka je težini stupca tekućine, kojemu je baza dno.

## Kosina
Kosina je ravnina nagnuta pod oštrim kutom prema horizontalnoj ravnini. Omogućuje podizanje tereta na neku visinu duljim putem, ali manjom silom od one koja bi bila potrebna za podizanje po okomici. Također, služila je za proučavanje jednoliko ubrzanoga gibanja tijela s ubrzanjem koje je manje od ubrzanja Zemljine sile teže:
{\displaystyle a=g\cdot \sin \alpha }
gdje je: a - ubrzanje na kosini, g - ubrzanje sile teže, a α - nagib kosine. 

### Sile koje djeluju na tijelo na kosini
Budući da težina tijela uvijek djeluje okomito prema dolje, a da se tijelo na kosini ne može gibati u tome smjeru, težina se rastavlja na dvije komponente: komponentu okomitu na kosinu i paralelnu s njome. Okomita komponenta pritišće podlogu (podloga uzvraća silom suprotnoga smjera), a paralelna komponenta ubrzava tijelo niz kosinu i vrši rad ako je u tome ne ometaju druge sile (na primjer sila trenja). Uvjet je mirovanja tijela na kosini da je sila trenja jednaka paralelnoj komponenti težine tijela: 
{\displaystyle F_{tr}=G\cdot \sin \alpha }
gdje je: α - nagib kosine, a G - težina tijela.